# Vestida para matar (película)
Dressed to Kill (en Hispanoamérica y España, Vestida para matar) es una película de suspense de 1980 dirigida por Brian De Palma, con Michael Caine, Angie Dickinson, Nancy Allen y Keith Gordon como actores principales.

## Argumento
Kate Miller es una madre y ama de casa frustrada sexualmente. Ella vive con su hijo inventor Peter en los suburbios de Nueva York y está en terapia en la Ciudad de Nueva York con su psiquiatra el Dr. Robert Elliott. 
Durante una cita con el Dr. Elliot, Kate intenta seducirlo, pero Elliot la rechaza. Más tarde ese día, Kate visita el Museo Metropolitano donde comienza a coquetear con un misterioso desconocido, suben a un taxi y comienzan a tener relaciones sexuales y continúan en el apartamento del desconocido. Más tarde, Kate despierta silenciosamente mientras el hombre está dormido. Se entera de que el hombre tiene una enfermedad de transmisión sexual. Kate, asustada, sube al ascensor. Mientras va bajando se da cuenta de que dejó su anillo de bodas en el apartamento del hombre y decide regresar. Al abrirse las puertas del ascensor, Kate ve a una alta mujer rubia con gafas de sol y una navaja de afeitar, la cual asesina a Kate cuando el ascensor baja.
Una prostituta llamada Liz Blake es testigo inmediato del asesinato, cuando el ascensor se abre abajo. Nadie vio a la alta mujer. Por ello se convierte, a causa de las circunstancias, en la principal sospechosa del crimen y en el próximo objetivo de la asesina, que la intenta matar más tarde pero es salvada por Peter, que quiere coger a la asesina de su madre y que pudo averiguar todo sobre el caso espiando con un dispositivo de escucha casero. Mientras tanto Elliott recibe un extraño mensaje en su contestador automático. Se trata de "Bobbi", un transexual que asistía a terapia pero dejó de hacerlo ya que al parecer el Dr. Elliott se negó a firmar los documentos necesarios para que pudiera obtener una operación de cambio de sexo. Por ello el Dr. Elliott va más tarde al Dr. Levy, su segundo psiquiatra, para advertirle, que cree que Bobbi mató a Kate y que es muy peligrosa. 
Como la policía no cree en la historia de Liz, ella une fuerzas con Peter para atraparla, que utiliza una serie de dispositivos hechos en casa de escucha y cámaras para saber quiénes son los pacientes de Elliot, ya que asume que la asesina debe ser uno de sus pacientes. Pudo verificarlo, por lo que la siguió pudiendo así salvar a la vida de Liz. Liz habla y seduce a Elliot en su oficina para entrar en sus actas y averiguar quien es la asesina bajo la observación de Peter.
Entonces la mujer rubia aparece e intenta asesinarla. La policía, que estaba afuera y ocupó el puesto de Peter durante la conversación de Liz con Elliot, lo impide a tiempo. La asesina resulta ser el Dr. Elliott disfrazado de mujer. El Dr. Levy explica luego a ella, que el Dr. Elliott es un transexual, en el que viven Bobbi, su parte femenina y el Dr. Elliot, su parte masculina, que son igual de fuertes. Como Elliott no quería permitir el  cambio sexual, que pidió al Dr. Levy, Bobbi finalmente se vengó matando a Kate, su atracción sexual masculina, al igual que intentó matar en ese momento a Liz, cuando ella en ese momento también se había convertido en una atracción sexual suya. El Dr. Levy informó a la policía de lo que estaba ocurriendo, cuando se dio cuenta de ello durante la última conversación con Elliot, la cual luego hizo su trabajo.
Liz cuenta luego a Peter todo lo conversado con Levy sobre Elliot, Elliot acaba en un hospital psiquiátrico por su trastorno de identidad disociativo y Liz se coge unas vacaciones para digerir lo ocurrido teniendo como compañía a Peter.

## Reparto
- Michael Caine	... 	Doctor Robert Elliott
- Angie Dickinson	... 	Kate Miller
- Nancy Allen	... 	Liz Blake
- Keith Gordon	... 	Peter Miller
- Dennis Franz	... 	Detective Marino
- David Margulies	... 	Dr. Levy
- Ken Baker 	... 	Warren Lockman
- Susanna Clemm	... 	Betty Luce
- Bill Randolph	... 	Cochero Chase
- Fred Weber	... 	Mike Miller

## Producción
Al principio se pensó en contratar a Sean Connery para el papel del Dr. Elliott, pero, como estaba en ese momento con otra película, se contrató en vez de ello a Michael Caine. También se quiso como protagonista a un Peter Miller de 14 años, pero, como los intentos de encontrar a alguien así no tuvieron el éxito deseado, se decidió en vez de ello a convertirlo en alguien de 18 años.
La película fue rodada en varias localidades de Nueva York en otoño de 1979 mientras que la parte interior de museo de arte de la ciudad fue rodado en el museo de arte de Filadelfia, ya que las autoridades se negaron a que se filmase en su interior.
La banda sonora instrumental de la producción cinematográfica fue compuesta por Pino Donaggio.

## Recepción
La película causó un fuerte impacto en la época de su estreno. También se convirtió en un gran éxito de taquilla y también en una de las obras más alabadas de su director por el impactante estilo visual que el director supo imprimir.

## Premios
- 1980: Saturn Award (Mejor actriz, Angie Dickinson)
- 1980: Globos de Oro: Nominada Mejor actriz revelación (Nancy Allen)
- 1980: 3 nom. a los Premios Razzie: Peor director (De Palma), actor (Caine) y actriz (Allen)[5]